# Brugseni
Kalaallit Nunaanni Brugseni (KNB), ofte blot Brugseni (dansk: Brugsen i Grønland) er en af de største detailhandelsvirksomheder i Grønland. Den nuværende sammenslutning af flere selvstændige andelsselskaber blev gennemført i 1991. Den ældste af de tidligere brugsforeninger - i Nanortalik - blev grundlagt i 1963.
KNB driver i alt 16 butikker fordelt på butikskæderne Brugseni og Brugseneeraq.
Brugseni samarbejder med Coop Danmark om indkøb og fører således mange af de samme varer som Coop Danmarks kæder.
'

## Historie
Den første grønlandske brugsforening blev etableret i Nanortalik i april 1963, som året efter kunne åbne den første butik i lejede lokaler. I de efterfølgende år blev der stiftet brugsforeninger og åbnet butikker i en række grønlandske byer (brugsforening/butik):
- Nanortalik (1963/1964)
- Maniitsoq (1963/1964)
- Nuuk (1966/1969)
- Qaqortoq (1967/1970)
- Sisimiut (1967/1970)
- Aasiaat (1967/1971)
- Paamiut (1967/1973)
- Ilulissat (1974)

I 1991 blev de selvstændige brugsforeninger samlet i Kalaallit Nunaanni Brugseni (KNB).

## Butikker
Butikkerne fordeler sig på 11 Brugseni-butikker og fem Brugseneeraq-butikker.
Brugseneeraq er en række mindre, lokale butikker. Den grønlandske endelse “-eraq” betyder "en mindre eller kærlig version af noget", i dette tilfælde en mindre version af Brugseni.
Herunder er en liste over de 16 butikker, som KNB pr. 2024 driver i Grønland:

### Nuuk
- Brugseni Nuuk
- Brugseni Qinngorput
- Brugseni Natalie
- Brugseni Nuukullak
- Brugseneeraq Kongevej

### Ilulissat
- Brugseni Ilulissat

### Sisimiut
- Brugseni Sisimiut
- Brugseneeraq Centrum
- Brugseneeraq Kussangasoq

### Qaqortoq
- Brugseni Qaqortoq
- Brugseneeraq Qaqortoq

### Maniitsoq
- Brugseni Maniitsoq
- Brugseneeraq Maniitsoq

### Narsaq
- Brugseni Narsaq

### Nanortalik
- Brugseni Nanortalik

### Paamiut
- Brugseni Paamiut